# افغانستانی‌ها در فرانسه
نخستین ارتباط دیپلماتیک افغانستان و فرانسه برمی‌گردد به سال ۱۹۲۳ میلادی. برای نخستین بار چند دیپلمات افغانستانی از جمله محمود طرزی بنیان‌گذار روزنامه‌نویسی مدرن افغانستان شامل آن‌ها می‌شد. با ساخت دو مکتب «استقلال» و «ملالی» ارتباط فرهنگی این دو کشور فصلی نو به خود گرفت. در سال‌های پس از آن دانشجویان افغانستانی برای ادامهٔ تحصیلات عالی خود به فرانسه سفر کردند؛ البته تعداد این دانشجویان زیاد نبود. در سال اخیر از زمان جنگ شوری تا امروز اکثر مهاجران افغانستانی مقیم فرانسه به دلیل دوری از خطرهای جنگ به این کشور مهاجرت کردند.

## پناهندگی افغان‌ها
فرانسه از سال پیش مقصد اصلی مهاجران افغانستانی نبوده‌است. یکی از دلایل اصلی ان رد خورد درخواست‌های پناهندگی آنان بوده‌است. در طی نخستین دههٔ قرن بیستم فرانسه فقط به ۲٬۳۰۰ نفر پناهندگی داده‌است و افراد زیادی مجبور به ترک این کشور به سمت کشورهای اسکاندیناوی و بریتانیا شده‌اند. این در حالی است که افغانستان با شناخت جنگ‌های طولانی مهاجرانی زیادی را به کشورهای توسعه یافته مجبور به مهاجرت کرده‌است.
| سال  | کل در خواست ها | قبل شده | رد شده | درصدپذیرش | افراد نابالغ |
| ---- | -------------- | ------- | ------ | --------- | ------------ |
| ۲۰۰۰ | مثال           | مثال    | مثال   | مثال      | مثال         |
| ۲۰۰۱ | ۲۷۹            | ۱۹۴     | مثال   | مثال      | مثال         |
| ۲۰۰۲ | ۲۶۰            | ۸۶      | مثال   | مثال      | مثال         |
| ۲۰۰۳ | ۳۵۵            | ۸۹      | مثال   | مثال      | مثال         |
| ۲۰۰۴ | ۱۹۸            | ۷۱      | مثال   | مثال      | مثال         |
| ۲۰۰۵ | ۱۶۴            | ۷۶      | مثال   | مثال      | مثال         |
| ۲۰۰۶ | ۱۰۶            | ۴۸      | مثال   | مثال      | مثال         |
| ۲۰۰۷ | ۲۰۱            | ۶۲      | مثال   | مثال      | مثال         |
| ۲۰۰۸ | ۲۴۶            | ۱۰۴     | مثال   | مثال      | مثال         |
| ۲۰۰۹ | ۶۱۹            | ۲۲۹     | مثال   | مثال      | مثال         |
| ۲۰۱۰ | ۷۹۴            | ۲۴۲     | مثال   | مثال      | مثال         |
| ۲۰۱۱ | ۵۹۳            | ۳۶۱     | مثال   | مثال      | مثال         |
| ۲۰۱۲ | ۴۴۴            | ۲۶۴     | مثال   | مثال      | مثال         |
| ۲۰۱۳ | ۴۶۶            | ۴۶۲     | مثال   | مثال      | مثال         |
| ۲۰۱۴ | ۵۳۴            | ۴۸۵     | مثال   | ۸۱٫۵٪     | ۱۴۴          |
| ۲۰۱۵ | ۲٬۴۵۶          | ۱٬۳۰۰   | مثال   | مثال      | ۳۳۴          |
| ۲۰۱۶ | ۵٬۵۰۰          | ۴٬۵۰۰   | مثال   | مثال      | مثال         |
| ۲۰۱۷ | ۶٬۸۷۲          | ۵٬۶۹۰   | مثال   | ۸۶٪       | مثال         |
| ۲۰۱۸ | ۱۰٬۳۷۰         | ۵٬۷۰۰   | مثال   | ۶۵٪       | مثال         |
| ۲۰۱۹ |                | ۶۲۴۴    | مثال   | ?         | مثال         |
| ۲۰۲۰ |                | ۷۵۰۰    | مثال   | ?         | مثال         |
| ۲۰۲۱ | ۳۳۲۰۴          | ?       | مثال   | ?         | ?            |
| ۲۰۲۲ | ۱۷۰۰۰          | ?       | مثال   | ?         | ?            |

## افغان‌های مشهور فرانسه
- عتیق رحیمی

## مکان‌های اجتماع افغانستانی‌ها در فرانسه
افغانستانی‌ها در فرانسه به‌طور پراکنده در اکثر مناطق این کشور ساکن می‌باشند. پاریس، متز، مارسی، نانت، دیژون و لیموژ شهرهایی هستند که بیشترین افغانستانی‌ها در این شهرها ساکن می‌باشند. در پاریس به دلیل مهاجرت‌های اخیر به سمت شمال فرانسه برای رسیدن به انگلستان پارک «باغچهٔ ویلایام» یا همان «پارگ گار دو لس» (Gare de l'Est) مکان است برای مهاجرین تازه‌وارد افغانستانی که می‌توانند هم دیگر را در این پارک کوچک بینند.